# Programme particulier d'urbanisme
 (octobre 2014).
Un programme particulier d'urbanisme (PPU) est un document qu'un conseil municipal peut créer au Québec pour compléter et préciser son plan d'urbanisme sur une partie spécifique de son territoire.

## Objet
Dans ce concept, le mot programme indique une ligne d’action et celui d’urbanisme signifie « l’ensemble des connaissances et des pratiques guidant le processus de planification et de gestion des territoires urbains ou ruraux. »
Le sigle PPU peut aussi être vu à tort comme Plan Particulier d'Urbanisme. Le Programme particulier d’urbanisme est « une composante du Plan d’urbanisme qui permet d’apporter plus de précision à la planification de certains secteurs. L’adoption d’un PPU par le conseil municipal constitue une modification au Plan et est précédée d’un processus de consultation publique. »  Le programme particulier d’urbanisme et le plan d’urbanisme sont distincts, ce dernier étant un document de planification. Le PPU permet d’apporter plus de précisions à la planification de secteurs particuliers qui en ont besoin selon le conseil municipal.
Dans le contexte de l’urbanisme québécois, le Programme particulier d’urbanisme est un outil de planification pour un secteur particulier, dont un centre-ville, un secteur résidentiel ou industriel et qui nécessite d’avoir une revitalisation. Notamment, sur le plan physique, économique et social, « Il indique qu'un P.P.U. délimite une zone à l'intérieur de laquelle la municipalité a des pouvoirs pour entreprendre des travaux ».

## Éléments
Le PPU peut comprendre, entre autres, la durée des travaux, le coût approximatif, la séquence ou l’ordre de priorité des constructions, les règles de zonages, de lotissements et de constructions proposées, l’emplacement, la nature et le type des équipements et des infrastructures ainsi que le tracé et le type des voies de circulation.